# Hotel Hermitage
El Hotel Hermitage es un tradicional establecimiento de la ciudad de Mar del Plata, que se caracteriza además por su relación con el mundo del espectáculo, teniendo en su vereda las manos de diversas estrellas del género estampadas en cemento.
El Hermitage Hotel abrió en 1943, y su primer edificio fue proyectado por el ingeniero Julio Barros. Fue construido en el terreno donde anteriormente existía el chalet veraniego de Casimiro Polledo, lujosa residencia de tres plantas y cúpulas que databa de 1907. Su estilo tiene influencias normandas, y en realidad está relacionado con el conjunto monumental vecino, conformado por el Casino y el Hotel Provincial proyectados por el arquitecto Alejandro Bustillo para el gobierno de Manuel Fresco en 1938. El Hermitage forma parte de un corredor de edificios de su época que respetan el estilo de este conjunto que es ícono de Mar del Plata: basamento revestido en piedra Mar del Plata, fachada de ladrillo visto o pintada de dicho color, y remate con mansarda negra de pizarra, chapa o también pintada. El vestíbulo del hotel tiene frisos dorados con figuras de pescadores, y decoración de estilo Luis XV, y posee fotografías antiguas de la ciudad.
En 1956 fueron construidos un edificio anexo de siete pisos y el Salón Versalles, en la esquina del Boulevard Marítimo y Sarmiento —donde anteriormente se encontraba el chalet “Villa Barilari”— y el hotel tuvo su época dorada durante las dos siguientes décadas, mientras Mar del Plata se transformó en balneario de masas. En la década de 1970, el Salón Versalles fue transformado en sala de espectáculos para 700 personas, y lo siguió el Salón Doré, para 500 personas. Sin embargo, el hotel sufrió la decadencia debido en parte de la sindicalización de la oferta de la ciudad.
A fines de la década de 1990 se emprendió su remodelación, buscando devolverle la fama. Durante años, Mirtha Legrand transmitió sus clásicos almuerzos televisivos desde el Hermitage en temporada de verano, y se construyó el Paseo Hermitage donde antes estaba el Paseo Las Toscas, conectado bajo tierra con el hotel. En 2001, se instaló un casino en el hotel.
Por último, el estudio de arquitectura Mariani-Pérez Maraviglia-Mariani se asoció al arquitecto Luis Aldrey para diseñar la ampliación del Hermitage: las torres Sarmiento y Colón, dos edificios con fachada hacia dichas calles, cerrando ya el conjunto integrado por el centro de la manzana. Respetan el estilo normando, pero trabajado en clave contemporánea y suman 180 habitaciones, un centro de convenciones y sala de espectáculos y un spa. Las nuevas torres fueron terminadas en 2004, y los tres edificios quedaron conectados por un espacio que es ocupado por el salón comedor.

## Galería

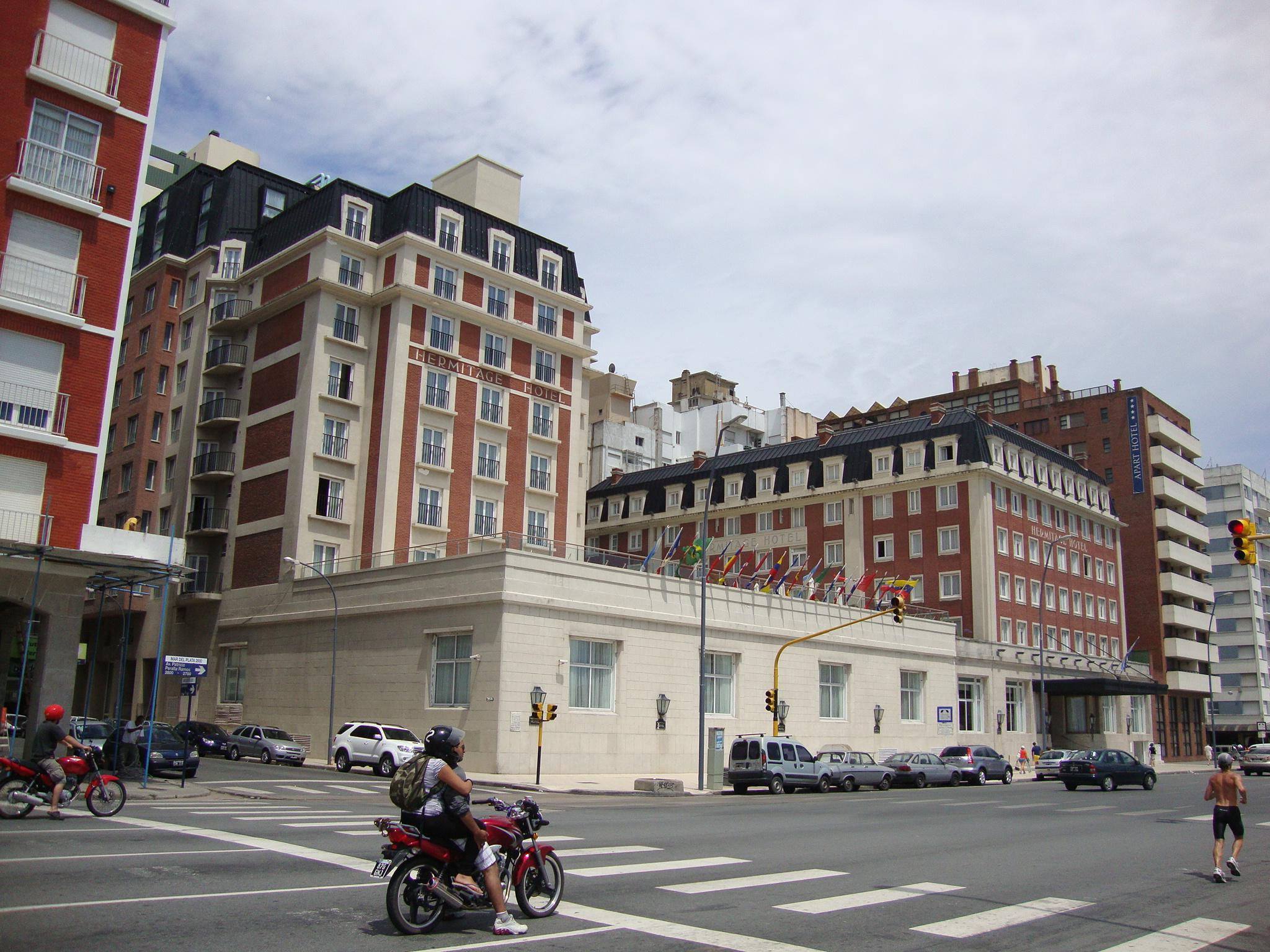
Vista desde el Bv. Peralta Ramos
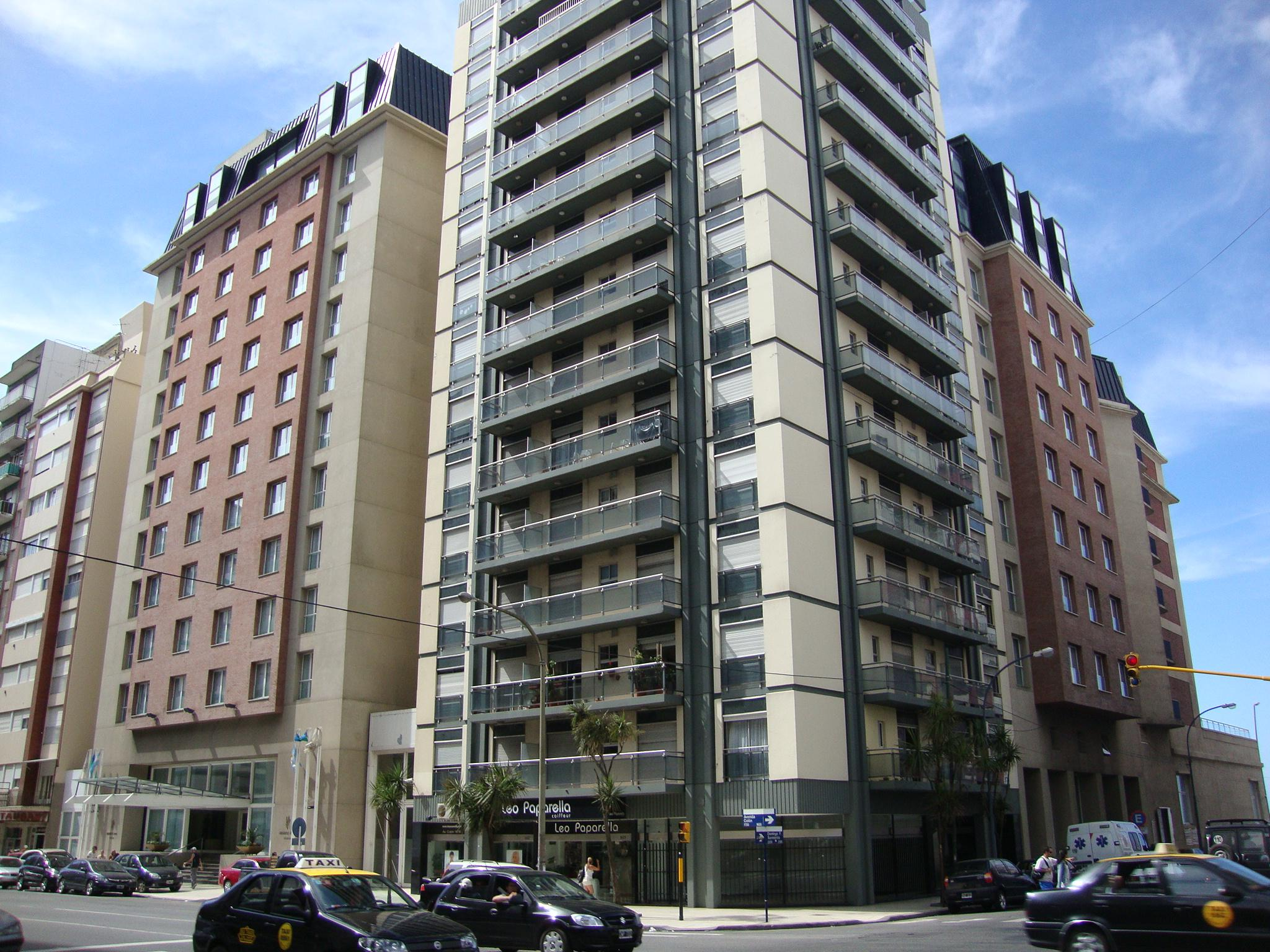
Las torres Colón (izq.) y Sarmiento (der.)
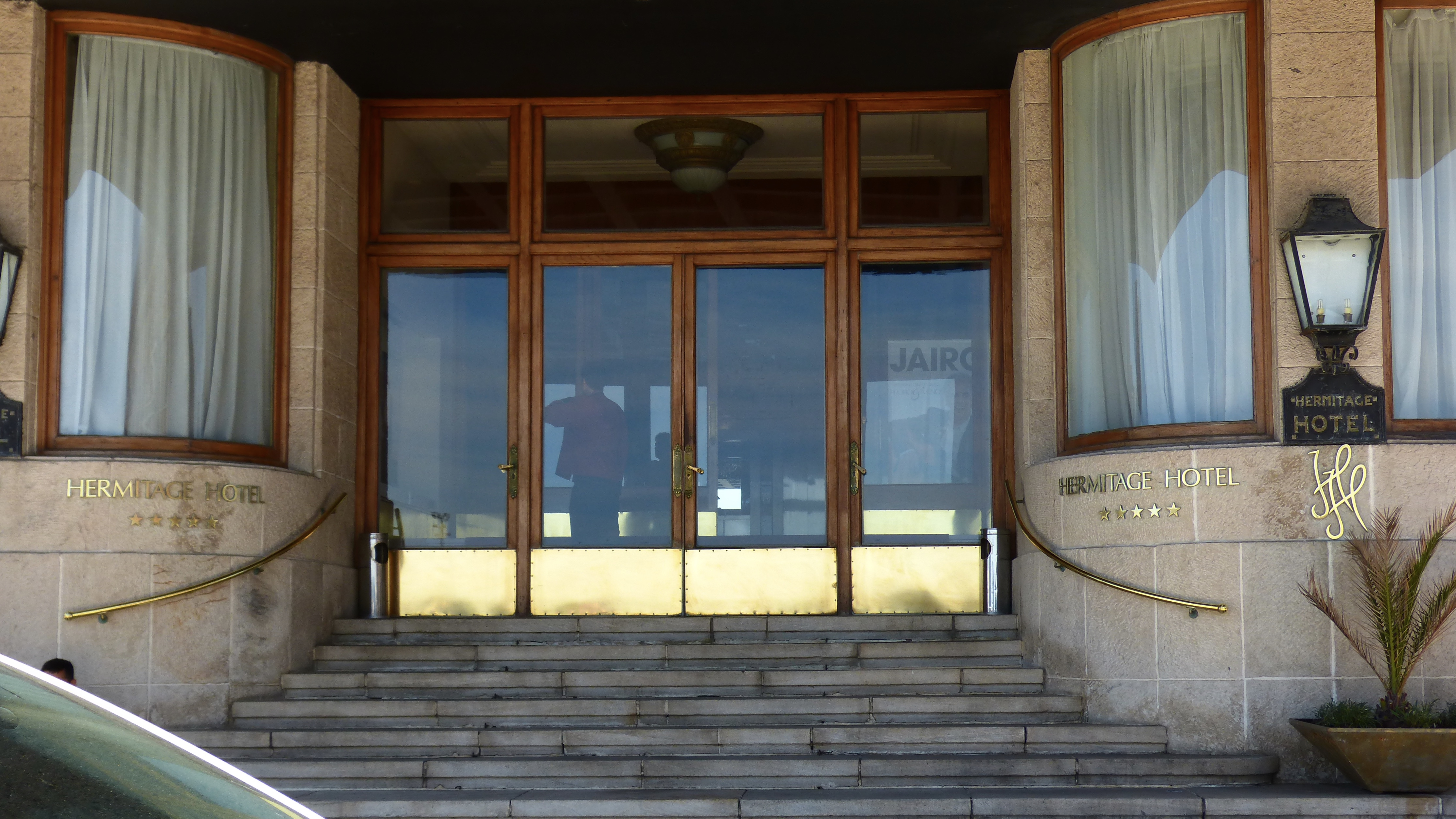
Entrada Hotel Hermitage